# Calosaturnia walterorum
Calosaturnia walterorum is een vlinder uit de familie nachtpauwogen (Saturniidae), onderfamilie Saturniinae.
De wetenschappelijke naam van de soort is voor het eerst geldig gepubliceerd door Hogue & J.W. Johnson in 1958.